# Pino sulla Sponda del Lago Maggiore
Pino sulla Sponda del Lago Maggiore (tot 1863 eenvoudig Pino, en in het lokale dialect Pin) was een gemeente in de Italiaanse provincie Varese (regio Lombardije). De gemeente telde 251 inwoners (31-12-2004). De oppervlakte bedraagt 7,1 km², de bevolkingsdichtheid is 35 inwoners per km². In 2014 is de gemeente samengevoegd met twee buurgemeenten tot Maccagno con Pino e Veddasca.
De volgende frazioni maakten deel uit van de gemeente: Zenna, Monti di Pino, Alpe Cortiggia, Piano Volpera, Bersona, Mulinaccio, Alpe Tabia, Piano della Rogna, Alpe di Piero.

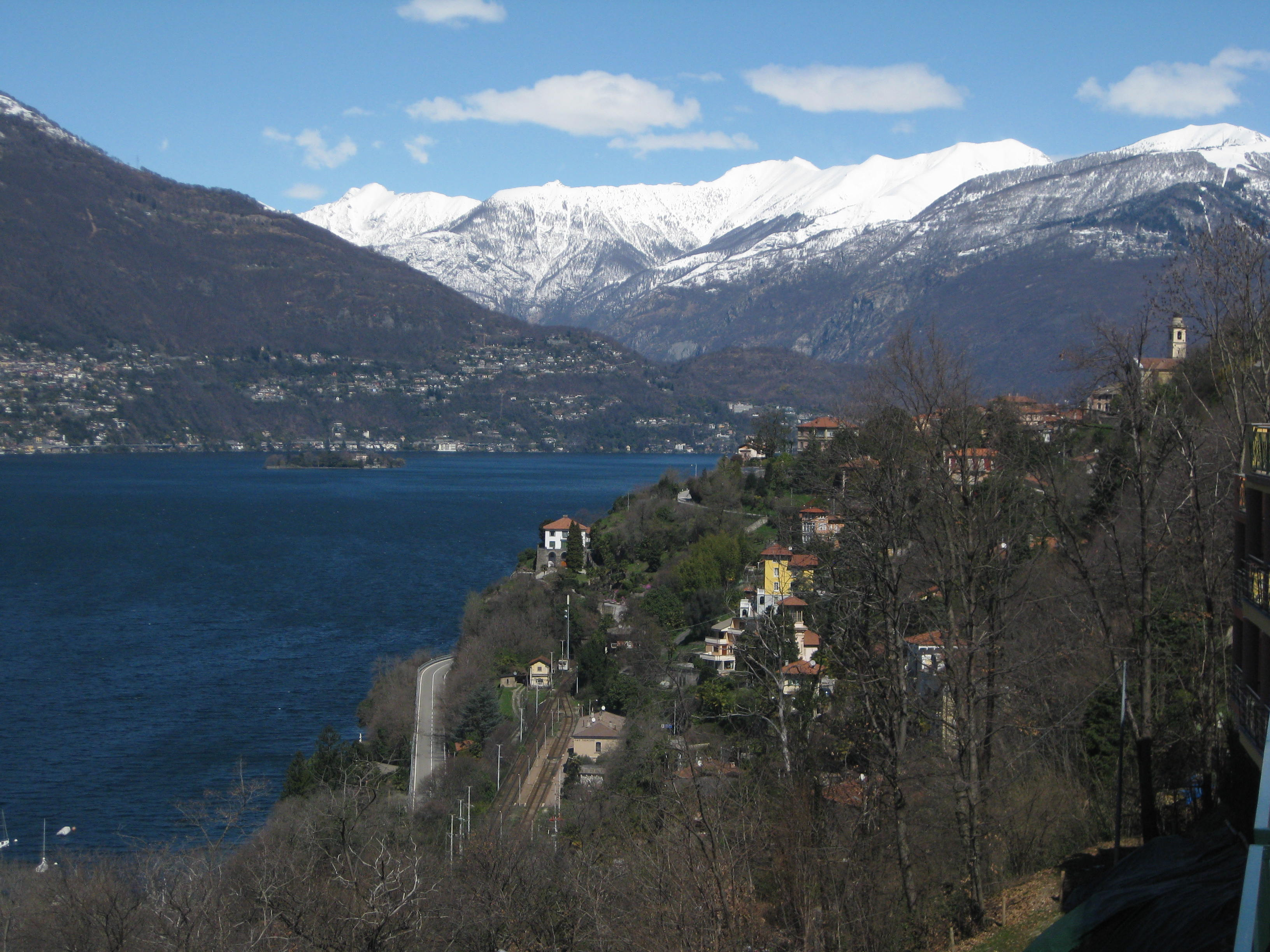
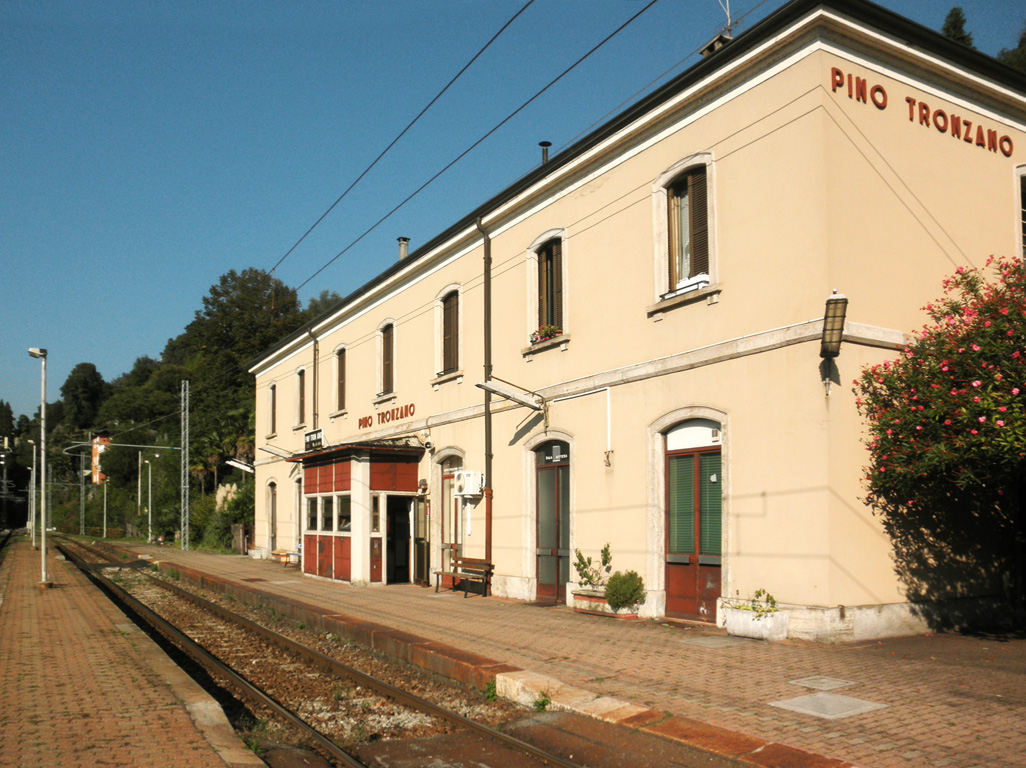

## Demografie
Pino sulla Sponda del Lago Maggiore telt ongeveer 113 huishoudens. Het aantal inwoners daalde in de periode 1991-2001 met 14,8% volgens cijfers uit de tienjaarlijkse volkstellingen van ISTAT.
| Jaar | Inwoneraantal |
| ---- | ------------- |
| 1991 | 290           |
| 2001 | 247           |

## Geografie
Pino ligt op ongeveer 289 m boven zeeniveau. Het grenst aan de Italiaanse gemeenten Maccagno, Tronzano Lago Maggiore en Veddasca, en aan de Zwitserse gemeenten Gambarogno, Brissago en Ronco sopra Ascona.